# Crônica (Eusébio)
Crônica (em latim: Chronicon; em grego clássico: Παντοδαπὴ ἱστορία; romaniz.: Pantodape historia; História universal) foi uma obra em dois volumes de Eusébio de Cesareia que, aparentemente, foi compilada no século IV. Ela continha uma crônica da história do mundo desde Abraão até a vicenália de Constantino em 325. O livro I continha trechos de obras de autores anteriores e o livro II, uma inovadora lista de datas e eventos na forma de tabelas.
O texto original, em grego koiné, se perdeu, mas ainda se preservaram extensas citações nas obras de autores posteriores. A versão que conhecemos foi preservada de maneira mais completa numa tradução armênia (os dois volumes) e latina (apenas o livro II), esta uma obra de Jerônimo. Partes do texto também existem na forma de citações de escritores siríacos, como é o caso dos fragmentos da obra de Tiago de Edessa e seu seguidor, Miguel, o Sírio.
A "Crônica" se estende até o ano 325 e foi escrita antes da "História Eclesiástica".

## Conteúdo
A obra foi composta em duas partes. A primeira, chamada de Anais ou Cronografia, é um resumo da história universal baseada em fontes mais antigas. A segunda, "Cânones Cronológicos" ("Chronikoi kanones"), apresenta uma cronologia em colunas paralelas, duas linhas do tempo paralelas com cada linha representando um ano. Nela está a mais antiga lista de vencedores de Jogos Olímpicos, com muitos vencedores do estádio (corrida) entre 776 a.C. e 217 d.C. Estas tabelas sobreviveram na tradução latina de Jerônimo e aparecem também na versão armênia.
Autores bizantinos posteriores reconstruíram a obra original a partir dos trechos citados em outras obras e o mais importante deles foi Jorge Sincelo.